# Laurent Marticorena
Pour les articles homonymes, voir Marticorena.
Pas d'image ? Cliquez ici

a Compétitions nationales et continentales officielles uniquement.

b Matchs officiels uniquement.
Laurent Marticorena, né le 12 avril 1978 à Bayonne, est un joueur français de rugby à XV évoluant au poste de demi d'ouverture.

## Biographie
Né à Bayonne et originaire d'une famille biarrotte, Laurent Marticorena est formé à la pratique du rugby à XV en région parisienne avec la mutation de son père, sous les couleurs des clubs de l'US Maisons-Laffitte, du Racing Club de France, et du Stade français,. Il évolue principalement au poste de demi d'ouverture, à l'instar de son père. N'ayant jamais intégré l'équipe première de l'effectif stadiste, il remporte tout de même la coupe Frantz-Reichel en catégorie Reichel.
Ayant peu de possibilité de temps de jeu, Marticorena choisit de changer de club ; parmi les nombreux clubs l'ayant contacté, il intègre celui de l'US Colomiers en 1999. Il porte avant le début de la saison le maillot national en catégorie junior, avec l'équipe de France des moins de 21 ans. Dès sa première saison en Haute-Garonne, il se révèle et participe même à la finale du championnat de France.
Il rejoint le Castres olympique en 2002. Il y remporte le Bouclier européen en 2003.
En juin 2005, il est sélectionné avec les Barbarians français pour aller défier la Western Province à Stellenbosch en Afrique du Sud. Les Baa-Baas s'inclinent 22 à 20.
De 2008 à 2010, il rejoint l'Union sportive dacquoise évoluant en 2e division.
Il met ensuite fin à sa carrière professionnelle sportive, faisant son retour au Pays basque et signant avec le Saint-Jean-de-Luz olympique qui doit alors évoluer en Fédérale 1.
Marticorena prend sa retraite sportive à l'intersaison 2014. Quelques mois plus tard, il prend en charge les arrières du club luzien à la suite de la démission de Beñat Daguerre en janvier 2015, alors que l'équipe connaît une saison sportive difficile. En activité jusqu'à la fin de la saison, il ne souhaite pas faire de sa mission d'entraîneur un objectif à long terme, privilégiant son métier d'alors dans le domaine de l'immobilier.
Plus tard, il s'investit auprès de l'école de rugby du Rugby Club Ustaritz Jatxou, club des communes basques d'Ustaritz et de Jatxou,.

## Palmarès
- Coupe Frantz-Reichel :
  - Champion : 1999 avec le Stade français Paris.
- Championnat de France :
  - Finaliste : 2000 avec l'US Colomiers.
- Bouclier européen :
  - Vainqueur : 2003 avec le Castres olympique.